# Pseudepipona ankarensis
Pseudepipona ankarensis är en stekelart som beskrevs av Giordani Soika. Pseudepipona ankarensis ingår i släktet Pseudepipona och familjen Eumenidae. Inga underarter finns listade i Catalogue of Life.